# L'uomo dal fiore in bocca
L'uomo dal fiore in bocca è un atto unico di Luigi Pirandello, esempio di dramma borghese nel quale convergono i temi dell'incomunicabilità e della relatività della realtà. Fu rappresentato per la prima volta il 21 febbraio 1923 al Teatro degli Indipendenti di Roma. È un colloquio fra un uomo che si sa condannato a morire fra breve, e per questo medita sulla vita con urgenza appassionata, e uno come tanti, che vive un'esistenza convenzionale, senza porsi il problema della morte.
Pirandello, anche in questo caso, trasse il testo teatrale da una novella scritta anni prima e intitolata Caffè notturno (1918) e poi La morte addosso (1923).

## Trama
Nel misero caffè di una piccola stazione di provincia, a tarda notte, due uomini chiacchierano di banalità: l’aver perso il treno per un ritardo di un minuto, le compere a cui gli uomini sono incaricati dalle mogli in villeggiatura, l’arte di confezionare i pacchetti da parte dei commessi. In realtà uno dei due parla in continuazione, mentre l’altro si inserisce raramente nel discorso, con battute scontate; è quindi più un monologo che un dialogo. Il dramma emerge quando il primo personaggio rivela una terribile verità: ha scoperto di essere affetto da un epitelioma, un tumore della bocca (il fiore del titolo) che lo ucciderà nel giro di pochi mesi.
La sua condizione lo spinge a penetrare nella vita degli altri, cercando di ricostruirne il modo di essere. Non fa ciò con le persone che conosce, ma solo con gli sconosciuti, di cui osserva con pignoleria ogni dettaglio per cercare di capire la natura di essere persona. Questo perché i conoscenti ricordano al protagonista la sua vita specifica e il fatto che è condannato a morte, mentre gli estranei lo fanno sentire libero d’immaginare e di affermare la sua illusoria volontà di vivere. È per questo che sfugge anche alla moglie, vestita di nero, che lo segue nell’ombra nel tentativo di potergli stare vicino. L’uomo la vuole invece allontanare da sé perché rappresenta tutte le cose da cui vuole staccarsi per non restarne vittima: il passato, i ricordi e la vita stessa. Le battute finali rivelano il suo sforzo di conservare il buonumore in una situazione tragica, il che produce l’inevitabile effetto di una amara e penosa allegria: l’uomo dal fiore in bocca si congeda dall’avventore con la raccomandazione che, arrivato a destinazione, uscendo della stazione colga un cespuglio d’erba.

## Temi trattati
L'opera è incentrata sulla morte prevista e quella imprevista. La vita non ha nessun valore in sé, ma quando l'individuo -  sulla strada della morte -  la osserva, anche i gesti quotidiani insignificanti acquistano un valore vitale.  Immaginarsi simili alla stoffa significa affidarsi a cose che sembrano eterne. La vita non si conosce, però si sente il bisogno di viverla e disprezzarla quando la morte è prevista, in modo da potersene andare con meno dolore. Inoltre ad un certo punto l'uomo cita un disastro naturale come esempio della casualità con cui la morte viene a prendere la vita degli uomini, ovvero il terremoto di Messina del 1908, una delle catastrofi peggiori d'Italia e d'Europa.

## Edizioni
- Luigi Pirandello, Maschere nude, a cura di Italo Zorzi e Maria Argenziano, Newton Compton Editori, 2007